# Leonard Patrick Harvey
Leonard Patrick Harvey (muitas vezes creditado como L. P. Harvey; 1929) é um professor e pesquisador britânico. Foi professor de espanhol na Universidade de Oxford (1956-58), Southampton (1958-60) e no Queen Mary College de Londres (1960-63), sendo chefe do departamento de espanhol na última de 1963 a 1973, e professor de espanhol no King's College de Londres de 1983 até sua aposentadoria, em 1990.

## Vida
Seus campos de especialização acadêmica são estudos árabe e islâmico, mudéjares e mouriscos, e a herança islâmica na literatura espanhola medieval e moderna. Após sua aposentadoria, marcou uma visita ao Centro de Estudos Islâmicos de Oxford, até que decidiu mudar-se para a Nova Zelândia, onde agora vive aposentado.

## Obras
Publicou trabalhos sobre diferentes temas: Espanha Islâmica entre 1250 e 1500, literatura aljamiado, muçulmanos na Espanha ente 1500 e 1614. Entre os autores que escreveu, estão Ibne Batuta, Mancebo de Arévalo e Baray de Reminjo, além da obra Dom Quixote. Alguns esboços biográficos e sua produção bibliográfica podem ser encontrados no volume dedicado a ele na resenha Sharq Al-Andalus, 16–17 (1999–2002) – especialmente no artigo bibliográfico de Luis Fernando Bernabé Pons (pp. 13–20).

### Muslims In Spain, 1500–1614
Harvey publicou o livro Muslims In Spain, 1500–1614 em 2006, examinando muçulmanos da Espanha no período entre a Rebelião das Alpujarras (1499–1501) e a expulsão dos Mouriscos. Segundo o historiador Tamar Herzog, escrevendo na The International History Review, o livro foi escrito em "linguagem clara e precisa", endereçada a não especialistas e "responde a muitas perguntas importantes". Herzog também comparou o livro ao de Benzion Netanyahu, The Origins of Spanish Inquisition (1995), que analisou a história dos judeus e conversos da Espanha na mesma época, da mesma forma que Harvey fez com os muçulmanos.
O historiador Trevor Dadson, escrevendo no The Times Literary Supplement, disse que o livro sintetizou uma "massa de informação" principalmente em espanhol e a disponibilizou ao leitor de língua inglesa. No entanto, criticou as "poucas fraquezas" do livro, incluindo a resposta inadequada à questão de quão difundida era a prática do cripto-islã durante o período, a dependência excessiva de fontes secundárias incorretas e a "patinação" sobre o fato de muitos mouriscos terem sido assimilados. O Times Literary Supplement posteriormente publicou a resposta de Harvey a Dadson, na qual defendeu o livro dizendo que fala sobre os mouriscos assimilados e que trouxe evidências "abundantes e avassaladoras" da literatura muçulmana e dos registros do julgamento da Inquisição, indicando que a maioria dos convertidos nominais apegaram-se à fé islâmica em segredo.